# Tantilla ceboruca
Tantilla ceboruca là một loài rắn trong họ Rắn nước. Loài này được Canseco-Márquez, Smith, Ponce-Campos, Flores-Villela & Campbell mô tả khoa học đầu tiên năm 2007.